# Clara Bow
Clara Bow, född 29 juli 1905 i Brooklyn i New York, död 27 september 1965 i Culver City i Los Angeles, var en amerikansk skådespelare och sångerska med stora framgångar under tjugo- och trettiotalet. Bow anses vara Amerikas första sexsymbol och dessutom det glada tjugotalets portalfigur.

## Biografi

### Tonårslöftet
Bow växte upp under fattiga förhållanden i Brooklyn med sin oftast arbetslöse far Robert och sin svårt epilepsisjuka mor Sarah. Blott sexton år gammal vann hon en rikstäckande skådespelartävling, och juryn motiverade: 
"Hon är mycket ung bara sexton, men full av självförtroende, beslutsamhet och ambition. Hon är långt mognare än sin ålder och har en genuin gnista av gudomlig eld (divine fire)" (Motion picture classic januari 1922).
Bow spelade in fem filmer i New York 1921–1923 och var 17 år gammal en etablerad aktris, intressant för vilken studio i Hollywood som helst. Preferred Pictures var först och erbjöd henne ett flerårigt kontrakt, som hon skrev på i augusti 1923. Eftersom hon var underårig utsågs ett "förkläde", som hon skulle bo med. Snart skickade hon dock efter sin far Robert, "någon av min egen sort", som istället flyttade in. Hennes mor Sarah dog i mars 1923 av en psykos frammanad av hennes epilepsi.
Under 1920-talet uppstod i USA "flapper-flickan" och 18 år gammal axlade Bow hennes karaktär för första gången i filmen Ungdom under mask (1923). Hon var femte-krediterad men "stal" enligt flera recensenter filmen och fick tillmälet "Den perfekta flappern'" - en emanciperad ung kvinna med oändlig energi, bobbat hår, amorbågsläppar och glittrande ögon.
Bows karriär gick stadigt framåt och i och med hennes sjätte Hollywood-film Vin, kvinnor.. sommaren 1924 blev hon 19 år gammal topp-krediterad för första gången. 1925 kom Studentflamman (Sverigepremiär 1928) och gjorde henne till den mest omskrivna aktrisen i Hollywood, något som först i mitten av 1931, då Bow lämnat Hollywood, ändrades (tidningsdatabasen newspaperarchive.com).

### Superstjärnan
Under 1926 släpptes nyckelfilmerna Dygdens krokvägar och Synd som lockar och tidigt i januari 1927 Det som blev Bows internationella genombrott. Det, byggde på en roman av en av sin tids populärare romanförfattare, Elinor Glyn. Bow lanserades som the It-girl, flickan med Det. 1927 gjordes även filmen Vingarna (Sverigepremiär 1929) med Bow i huvudrollen, som utsågs till bästa film, på den första Oscarsgalan i maj 1929. 
Bows popularitet var som störst 1929 då hon i januari fick över 45000 beundrarbrev (LA Postmaster), ett rekord som ingen slagit. Bow debuterade i sin första ljudfilm Vildkatten i april 1929. Hon lät som hon såg ut tyckte bland annat New York Times, och den talande och sjungande Bow förblev Amerikas populäraste aktris. Bow hatade emellertid talfilmen som begränsade hennes pantomim till mikrofonens närområde. "Jag är en action-tjej" protesterade hon. Tidens ljudteknik adderade en uttrycksmöjlighet till priset av en annan. Bow led av sömnproblem, och sa till pressen 1929 att hon önskade att det var 1931 så att hennes åtagande gentemot Paramount var över och hon kunde lämna Hollywood. Efter en förvirrande och smärtsam juridisk strid med sin för förskingring dömda privatsekreterare, Daisy DeVoe, 1931, brast Bows nerver och hon tvingades bryta sitt kontrakt med Paramount. Hon lämnade Hollywood i juni samma år.

### Efter karriären
I december 1931 gifte sig Bow med cowboy-skådespelaren Rex Bell, och slog sig ner på en ranch i Nevada, "Mitt ökenparadis". Bow återhämtade sig, och när ryktet om detta spreds fick filmbolagen bråttom att försöka få henne under kontrakt. Bow gjorde Call her savage 1932 och Hoopla 1933 för Fox för att som hon sa, "få råd att inte behöva återvända till Hollywood mer". 57 filmer hade Bow gjort när hon 27 år gammal drog sig tillbaka. 
Bow fick två söner, födda i december 1934 och i juni 1938. Hennes man blev så småningom biträdande guvernör i delstaten Nevada, men Bow framträdde ytterst sällan vid hans sida. Hennes insomni fortsatte att marginalisera hennes hälsa och 1965 avled hon i en hjärtattack. Den efterföljande obduktionen visade att Bow led av åderförkalkning och att hennes hjärta bar skador orsakade av en tidigare odiagnostiserad hjärtattack.

## Filmografi i urval
- 1923 – Valfångaren
- 1924 – Ungdom under mask
- 1924 – Vin, kvinnor...
- 1926 – Dygdens krokvägar
- 1926 – Synd som lockar
- 1927 – Det
- 1928 – Studentflamman
- 1929 – Vingarna
- 1932 – Call her savage
- 1933 – Hoppla!

## Galleri

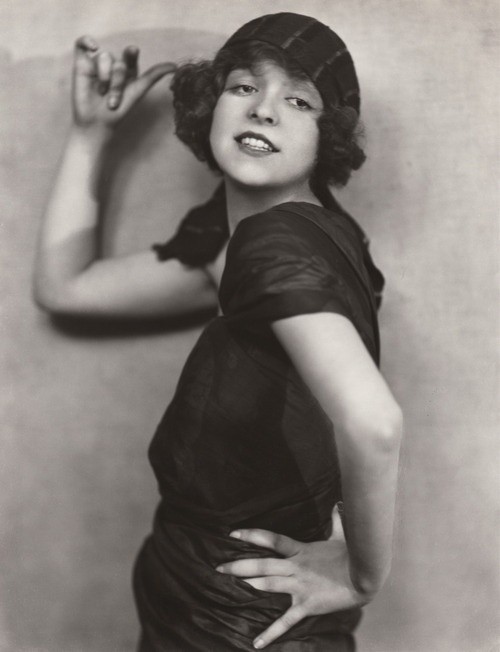
Clara Bow 1921
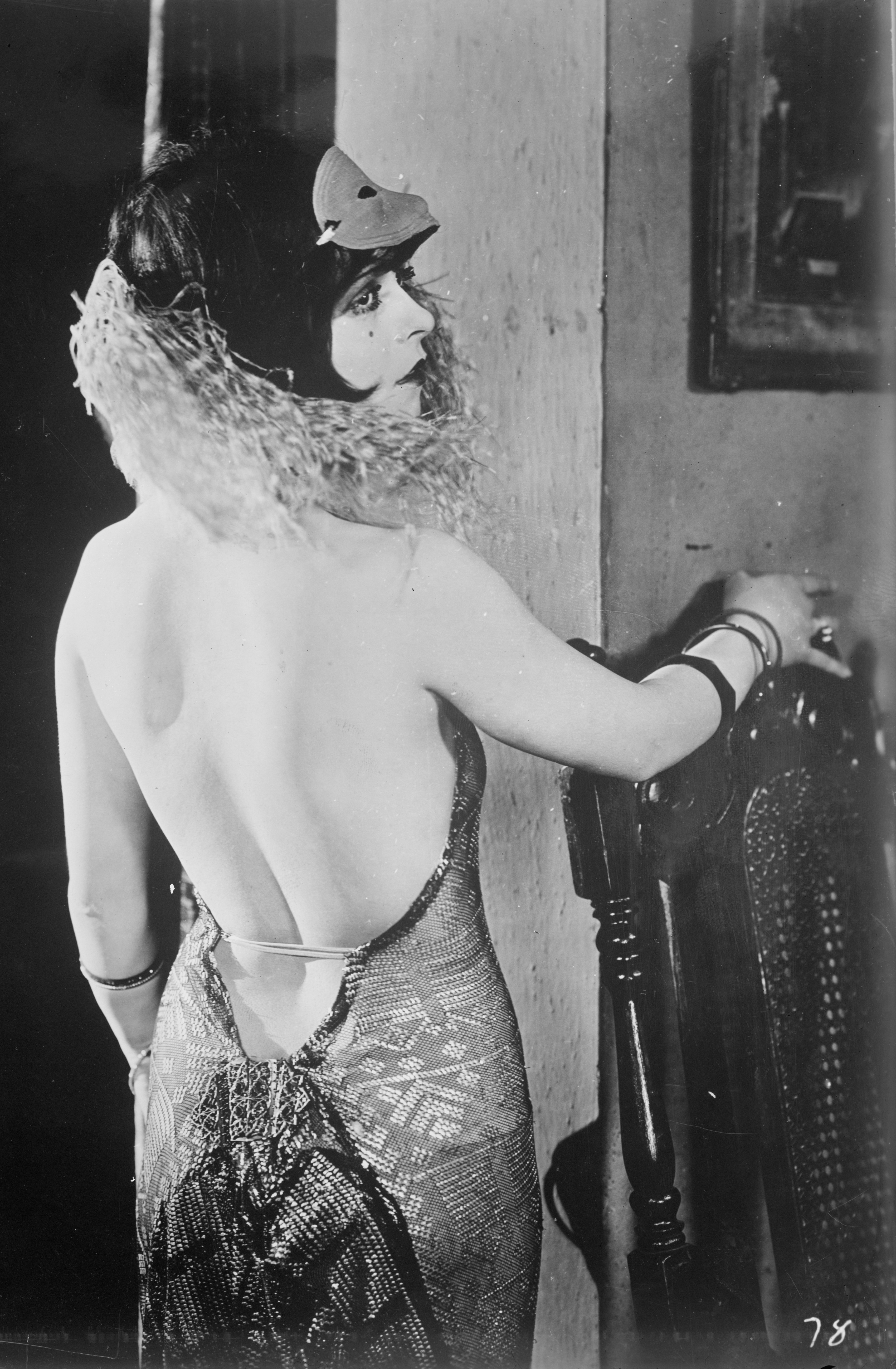
Clara Bow 1925
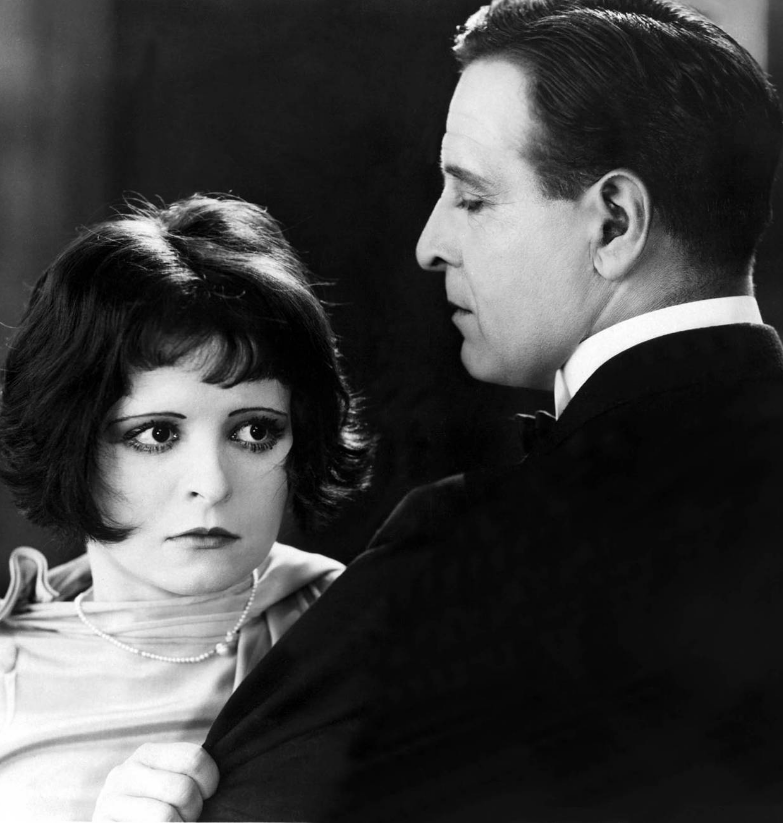
Clara Bow & Conway Tearle i "Dygdens Krokvägar" (1926)
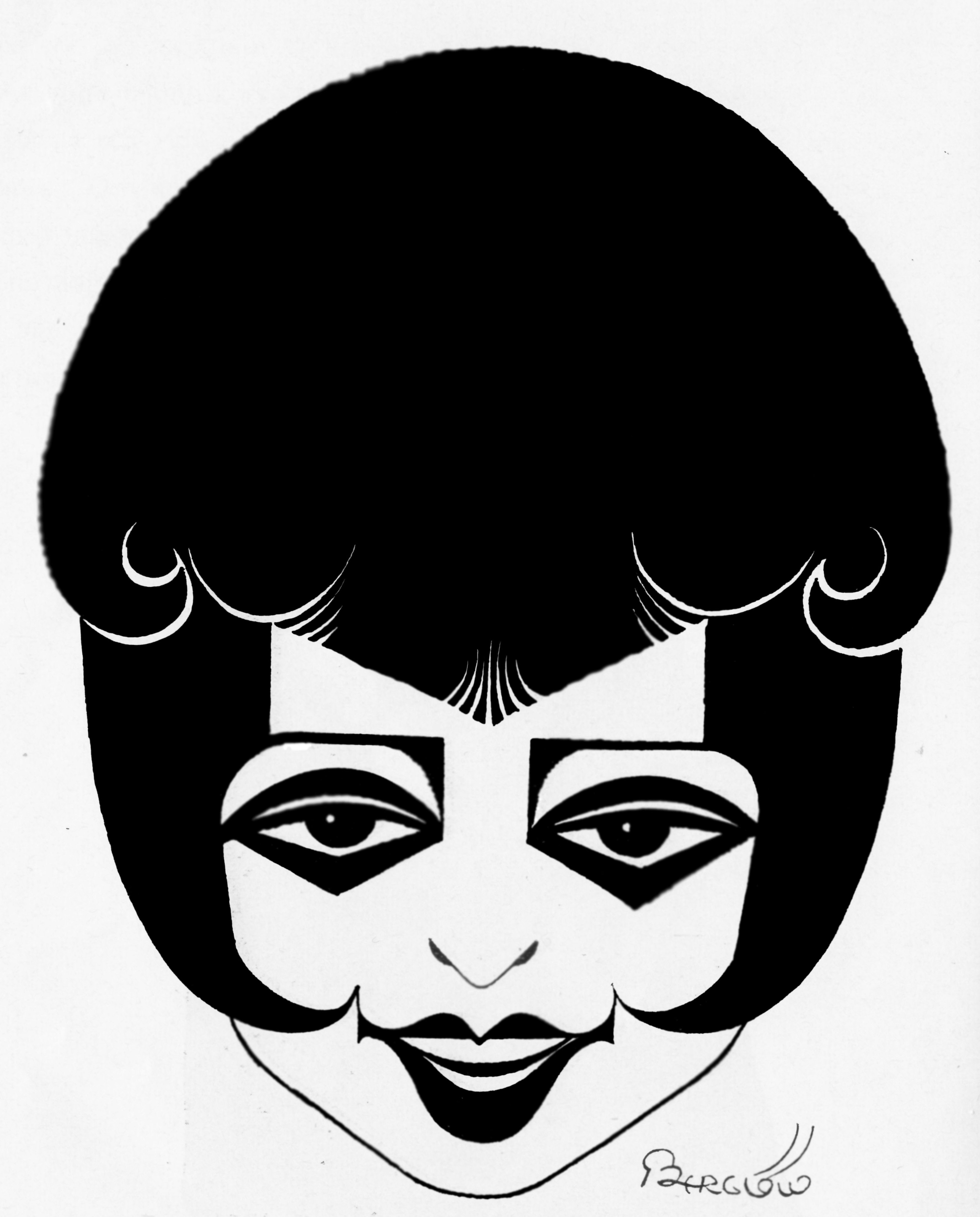
Clara Bow som karikatyr